# بيتر ميرفي (لاعب كرة قدم)
بيتر ميرفي (بالإنجليزية: Peter Murphy)‏ (27 أكتوبر 1980 بدبلن في جمهورية أيرلندا - ) هو لاعب كرة قدم أيرلندي في مركز الدفاع. شارك مع منتخب جمهورية أيرلندا تحت 20 سنة لكرة القدم ومنتخب جمهورية أيرلندا تحت 21 سنة لكرة القدم ومنتخب جمهورية أيرلندا لكرة القدم. أما مع النوادي، فقد لعب مع بلاكبيرن روفرز ونادي كارلايل يونايتد ونادي هاليفاكس تاون ونادي سلتيك نايشون وإف سي هاليفاكس تاون ونادي آير يونايتد.

## وصلات خارجية
- بيتر ميرفي على موقع قاعدة بيانات كرة القدم.إي يو (الإنجليزية)
- بيتر ميرفي على موقع ناشيونال فوتبول تيمز (الإنجليزية)
- بيتر ميرفي على موقع Soccerbase.com (لاعب) (الإنجليزية)
- بيتر ميرفي على موقع عالم كرة القدم.نت (الإنجليزية)